# Hiperlipidemija
Hiperlipidemija je abnormalno visoka količina nekih ili svih lipida ili lipoproteina (Hiper - povišeno + lipid - lipidi + emija - prisutnost u krvi). Najčešći je oblik dislipidemije (dis - abnormalno + lipid - lipidi + emija - prisutnost u krvi).
Lipidi se prenose u lipoproteinima te njihova veličina utječe na njihovu gustoću. Lipoprotein i vrsta alipoproteina (proteini koji povezuju lipide u lipoproteine) koju sadrži utječe na njegovu sudbinu i na njegovu ulogu na metabolizam.

## Klasifikacija
Hiperlipidemije se dijele na primarne (uzrok je genetski), sekundarne (uzrok je bolest ili poremećaj koji dovodi do hiperlipidemije) te idiopatske (ne zna im se uzrok).

#### Primarne
Klasificira ih se prema Fredricksonovoj klasifikaciji koja se temelji na uzorku lipoproteina na elektroforezi i ultracentrifugi. Tu je klasifikaciju kasnije prihvatio i WHO. Ona ne uključuje HDL (lipoproteine visoke gustoće) jer ne razlikuje gene koji su mogli urokovati ovu bolest.

### Sekundarne
Sekundarne hiperlipidemije često imitiraju primarne hiperlipidemije te mogu imati slične posljedice. To može rezultirati u preuranjenoj aterosklerozi, ili, u kombinaciji s hipertrigliceridemijom može uzrokovati pankreatitis i druge komplikacije kilomikronemija sindroma. Najčešći uzroci su: 
- dijabetes
- lijekovi poput tijazida, beta blokatora i estrogena

Drugi uroci koji mogu dovesti do sekundarne hiperlipidemije su: 
- hipotireoza
- prestanak rada bubrega
- nefrotični sindrom
- konzumacija alkohola
- rijetki endokrini i metabolički poremećaji

Liječenje uzroka, kada je moguće, ili presatanak uzimanja droga najčešće vodi do poboljšanja.
Drugi mogući uzrok, ne navodi se jer je izrazito rijedak, je postprandijalna hiperlipidemija, hiperlipidemija uzrokovana konzumacijom hrane.

## Prevencija i dijagnosticiranje
Otkriveno je da pregled ljudi ispod 40 godina bez postojećih simptoma nema jasnih beneficija.